# Ammoecius naviauxi
Ammoecius naviauxi är en skalbaggsart som beskrevs av Baraud 1971. Ammoecius naviauxi ingår i släktet Ammoecius och familjen Aphodiidae. Inga underarter finns listade i Catalogue of Life.